# Man Overboard (Blink-182)
Man Overboard è l'unica canzone inedita dei blink-182 inserita nel loro album The Mark, Tom and Travis Show (The Enema Strikes Back!).
Si pensa riguardi come l'ex-batterista dei blink, Scott Raynor divenne alcolista e come fu allontanato dalla band per il suo alcolismo. Il chitarrista Tom DeLonge cercò in tutti i modi di invogliarlo alla riabilitazione, le ultime parole per Scott furono: "Don't forget to bring a towel... to rehab and night night, keep your butthole tight".
Le parole "So sorry, it's over" (Sono molto dispiaciuto, è finita), ripetute in gran parte della canzone, sono un riferimento ad una precedente canzone, "Untitled", registrata quando Scott era ancora nella band.
La canzone è stata suonata raramente ai concerti (il secondo verso e il ritornello sono stati sempre suonati in un tour del 2004 all'interno di un medley) fino al tour del 2009.

## Video musicale
Il video è una parodia di alcuni video precedenti degli stessi blink.
I componenti della band, mentre si recano ad un loro concerto si addormentano nel furgone.
Mark sogna 3 persone di statura limitata che rivestono i ruoli di blink nel video di What's My Age Again?, Tom sogna Adam's Song e, Travis All the Small Things.
Alla fine arrivano al concerto e trovano i tre nani ad aspettarli, i blink fuggono urlanti.

## Tracce
CD promo Stati Uniti (2000)
1. Man Overboard (Radio Edit) – 2:48
2. Man Overboard (Album Version) – 2:48

CD promo Europa (2000)
1. Man Overboard (Radio Edit) – 2:48

CD promo Messico (2000)
1. Man Overboard (Radio Edit) – 2:48

CD (Australia)
1. Man Overboard (Album Version) – 2:48
2. 13 Miles (Live) – 2:11
3. Words of Wisdom (Teaser Version) – 3:01

La traccia dal vivo è registrata al Bill Graham Civic Audiotorium di San Francisco, il 4 novembre 1999.

## Formazione
- Mark Hoppus – bassista, voce
- Tom DeLonge – chitarrista, voce
- Travis Barker – batterista